# General Maynard
General Maynard là một đô thị thuộc bang Sergipe, Brasil. Đô thị này có diện tích 18,1 km², dân số năm 2007 là 2785 người, mật độ 153,87 người/km².